# Wierchniewilujsk
Wierchniewilujsk (ros. Верхневилюйск,  jakuc. Үөһээ Бүлүү) – wieś (ros. село, trb. sieło) w autonomicznej rosyjskiej republice Jakucji, ośrodek administracyjny ułusu (rejonu) wierchniewilujskiego.